# Kostel svatého Vojtěcha (Lštění)
Kostel svatého Vojtěcha ve Lštění je stavba barokního kostela, který je bývalým farním kostelem farnosti Lštění, dnes je filiálním kostelem farnosti Vlachovo Březí. Kostel byl postaven v letech 1739–1741 na místě původního raně gotického kostela. Kostel, který je zároveň kulturní památkou, je významným jihočeským poutním místem již od poloviny 17. století. Podle kostela bylo přezdíváno celé vesnici Svatý Vojtěch či Vojtěch.
Makovice věže kostela se nachází v nadmořské výšce 902 m n. m. a patří tak k nejvýše položeným šumavským farním kostelům i nejvýše položeným českým kostelům vůbec.

## Historie
Původní raně gotický kostel z poloviny 13. století je ve Lštění zmiňován před rokem 1354. Patrony kostela byli drobní šlechtici z Libotyně, poté to byli Rožmberkové, Novohradští z Kolovrat, Eggenbergové a Schwarzenbergové. Původní kostel měl malou věžičku, uvnitř se nacházely tři oltáře, pulpit (v kostele nebyla kazatelna), v severozápadním rohu byla malá kruchta s varhanním pozitivem. Kostel byl obehnán hřbitovní zdí; na jihu, východě a části severní zdi se nacházel klenutý ambit, do něj byla včleněna kaple Panny Marie Klatovské. V letech 1739–1741 byl postaven větší nový barokní kostel podle návrhu rakouského císařského architekta italského původu Antona Erharda Martinelliho. Do starého kostela totiž udeřil blesk. Přestavba lodě a věže stála 4920 zlatých, oltář pak byl zhotoven za 430 zlatých. Kamenické práce na kostele provedl Matěj Plánský z Krumlova. Nový kostel byl vysvěcen prachatickým vikářem Matějem Schulpachem roku 1743. Z původního kostela se dochoval presbytář, který nadále slouží jako sakristie nového kostela.
Kostel byl rekonstruován v letech 2002–2003, poté byl v dubnu 2004 slavnostně znovuvysvěcen Prokopem Siostrzonekem.

## Popis

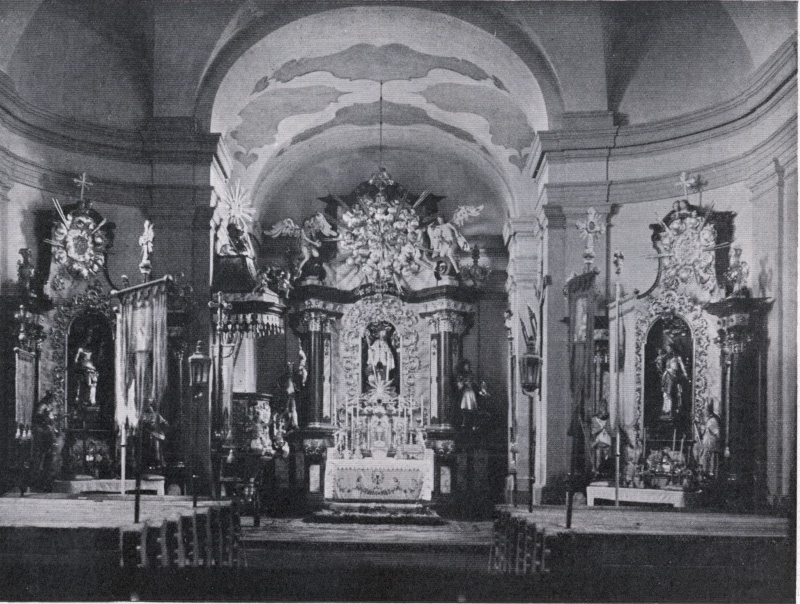
Interiér kostela na počátku 20. století

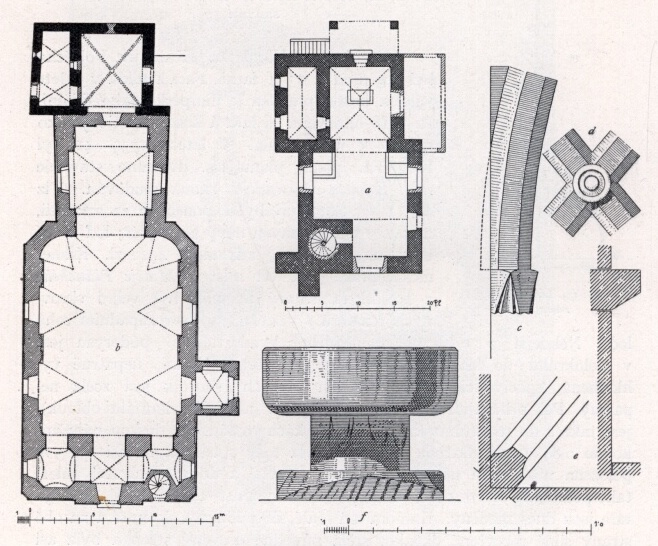
Vlevo: současný půdorys kostela, uprostřed nahoře: původní půdorys před přestavbou, uprostřed dole: stará kamenná křtitelnice, vpravo: detaily kamenných prvků klenby

Kostel, který leží na severovýchodním okraji vesnice, tvoří dominantu obce. Kostel je jednolodní s okosenými nárožími a v jeho západním průčelí stojí věž, je orientován k východu.
Pravoúhlý původní presbytář starého kostela tvoří novou sakristii ležící v ose nového kostela, místo lodi původního kostela byl postaven presbytář kostela nového. Původní presbytář je vystavěn na čtvercovém půdorysu a je zaklenut gotickou křížovou kamennou klenbou se širokými skosenými žebry, krychlovými patkami a drobným svorníkem. Triumfální oblouk původního kostela tvoří pás přiléhající k novému presbytáři, tento oblouk je tvořen půlkruhovou klenbou s patkami s románskou náběžníkovou deskou; oblouk je přerušen 0,8 m nad dlažbou, což dokládá, že původní stavba byla položena o 1,5 m níže než nový kostel. Sakristie původního kostela, která přiléhá k nové sakristii ze severní strany, byla přetvořena na podlouhlou komoru, dveře do nové sakristie byly zazděny. Původně měla dřevěný strop, během přestavby byl její strop sklenut do dvou křížů, v komoře se nachází malé okénko sklenuté do půlkruhu, které je na obě strany silně rozevřené.
Nový presbytář má i s vítězným obloukem délku 9,05 m a šířku 7,04 m. Loď je dlouhá 20,6 m a široká 11,73 m, je zaklenuta oválovou valenou klenbou s lunetami, klenba je vybedněná a rákosovaná. Stěny lodi jsou členěny attickými pilastry s kladím, vnitřní členění stěn dále tvoří mělké lizény. V čele lodi se nachází podklenutý hudební kůr, odkud vedou schůdky na věž, kostel má též klenutou předsíň.
Všechny tři oltáře v kostele v letech 1755–1756 zhotovil Muck, štafíroval je Putz. Jedná se o mělké sloupové oltáře s plochou řezbou. Na hlavním oltáři je nepoměrně malá socha sv. Vojtěcha doplněna sochami sv. Václava a sv. Jana Nepomuckého. Boční oltáře jsou zasvěceny sv. Josefovi a Panně Marii, vedle sv. Josefa stojí sv. Linhart a neznámý svatý biskup s křížem; vedle Panny Marie stojí sv. Václav a sv. Ludmila. Všechny oltáře byly původně bílé a zlacené, později byly polychromovány a bohatě pozlaceny.
Kazatelna pochází z roku 1747, barokní varhany z let 1743–1744 postavil Václav Pantoček z Dačic, jedná se o druhé nejstarší varhany na Prachaticku. V kostele se také nachází nová barokní křtitelnice, původní mimořádně cenná kamenná křtitelnice z černé žuly z druhé poloviny 13. století se nachází v sakristii.
V lodi je do stěny vsazen náhrobek z vápence, má výšku 1,64 m, šířku 0,9 m a je poměrně ošlapaný. Nese nápis:

Leta MVCXXI w autery po swatym Jakubu Ap. umrzel Urozeny pan Jan Popowsky z bozegowicz a na Popowicych sa zde na pəussti mnoha leta žiwot swug ͡gt w dobry dokonal a tuto lezj.

Pod nápisem je umístěn erb s kolem ve štítu, kolo rovněž figuruje jako klenot.
V dlažbě v lodi je pak v podlaze před presbytářem umístěn náhrobek ze žuly z roku 1742, který je 1,73 m dlouhý, 0,69 m široký, je na něm vyobrazen kalich a nese nápis:
 AN̅O MDCCXLII

 HONOR : D : F. ADAM

 HLAWACZ CLATOW

 OLIM MISSIONARI',

 EXPAROCH' ELST'N,

 An̅o o A. C.: PIE AD MIS-

 SIONEM ABŸT,

 CVI

 WENCESLA' F., PAR-

 OCH' SWATOMARZEN-

 SIS, FRATRI DILEC-

 TO, AMORIS ERGO

 POSVIT MONUM.

Na počátku 20. století měl kostel šindelovou střechu, dnes je střecha kovová. Střecha má hruškovitou forma, nad presbytářem ční sanktusník. Na jižní fasádě kostela se nalézá obraz sv. Vojtěcha od Jindřicha Bošky dle předlohy Michaela Floriana, pod ním jsou umístěny sluneční hodiny.
Areál kostela s přilehlým hřbitovem je obehnán hřbitovní zdí, před branou ve hřbitovní zdi stojí kříž z roku 1857.

## Zvony
V kostele se na počátku 20. století nacházely tři zvony:
- Velký zvon pochází z roku 1584 a má hmotnost 8 centů, zvon praskl v letech 1766 a 1883 – poté byl vždy přelit (v roce 1767 Františkem Antonínem Franckem). Zvon má průměr 0,86 m a výšku 0,69 m, u koruny se nachází gotická dekorace, na plášti zvon nese nápisy:
  - ANNO DOMINI 1767 AD MAJOREM DEI GLORIAM BEATISSIMÆ VIRGINIS MARIÆ SANCTORVM PATRONORVM JOANNIS EVANGELISTÆ ET ADALBERTI HONOREM REFVSA PRAGÆ SVB DOMINIO ET PATROCINIO SERENISSIMI PRINCIPIS DE SCHWARZENBERG ET DVCIS CRVMLOVII. FRZ. ANT. FRANCK ME FVDIT PRAGÆ. (Léta Páně 1767 k větší slávě Boží, ke cti blahoslavené Panny Marie a svatých patronů Jana Evangelisty a Vojtěcha ulit v Praze pod patronátem knížete Schwarzenberga, vévody krumlovského; ulil mne František Antonín Franck v Praze)
  - SVATÍ PATRONOVÉ ORODVJTE ZA NÁS NYNÍ I V HODINY SMRTI. PŘELIT LETA PÁNĚ 1883 OD ANT. FERNERA V BVDĚJOVICÍCH

Na protější straně zvonu se nachází reliéfy Krista na kříži s Pannou Marií a sv. Janem, kromě toho jsou na té straně vyvedeny reliéfy sv. Vojtěcha a sv. Václava. Na věnci se nachází pás z dubových listů.
- Prostřední zvon má průměr 0,48 m, výšku 0,41 m, koruna je vysoká 8 cm, u koruny se nachází nerozluštitelná legenda:

- Malý zvon, který ulila firma Perner v Českých Budějovicích roku 1884 má průměr 0,30 m, výšku 0,27 m a nese reliéf Madony s Ježíškem a sv. Jana Nepomuckého, nese nápis odkazující na výrobce: Perner in Budweis 1884.

## Kaple

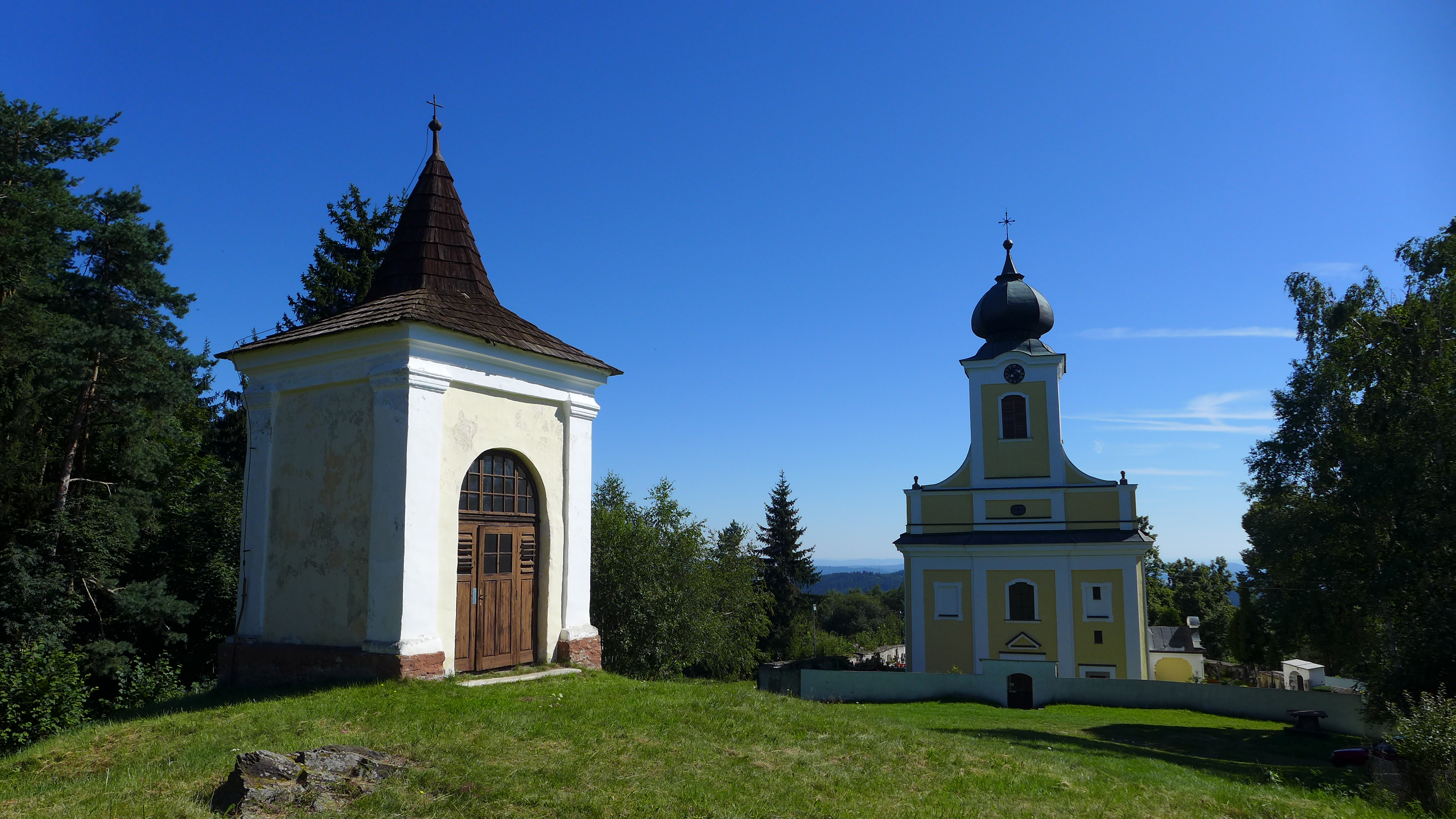
Hradiště Lštění, kostel a kaple Nanebevzetí Panny Marie

V okolí kostela se nacházejí tři kaple:
- Kaple Nanebevzetí Panny Marie leží na návrší bývalého hradiště západně od kostela.[10] Podle legendy z tohoto místa sv. Vojtěch žehnal rodné vlasti. Jedná se o čtyřbokou mešní kapli s křížovou klenbou a nárožními pilastry. Tato kaple byla vybudována v roce 1688.[2] Uvnitř kaple se nachází křídlový oltář se sochou sv. Barbory.
- Kaple sv. Vojtěcha se nachází jižně od kostela u pramene, ze kterého dle legendy sv. Vojtěch pil. Kaple z roku 1725 nahradila původní dřevěnou kapli postavenou zřejmě v 17. století.
- Kaple Panny Marie Klatovské z 18. století leží východně od kostela a je zakomponována do hřbitovní zdi. Do konce 19. století byl do hřbitovní zdi včleněn i ambit, ten však byl pro nedobrý stav zbourán. Kaple pak byla přeměněna na márnici.[2]

## Bohoslužby
Bohoslužby v kostele slouží administrátor excurrendo ze Čkyně, R.D. MVDr. Mgr. Jan Janoušek.
| Den    | Hodina |
| ------ | ------ |
| neděle | 11.15  |

## Poutě
V kostele se tradičně slavily čtyři poutě ročně, navštěvovalo je velké množství poutníků z celého kraje (procesí vycházela z Prachatic, Volyně, Vimperka i Strakonic): pouť na svátek sv. Vojtěcha (23. dubna), na velikonoční a svatodušní pondělí a na slavnost Nanebevzetí Panny Marie (15. srpna). Po redukci počtu poutí se zachovaly poutě dvě – hlavní na sv. Vojtěcha a malá na Nanebevzetí Panny Marie.

## Fotogalerie

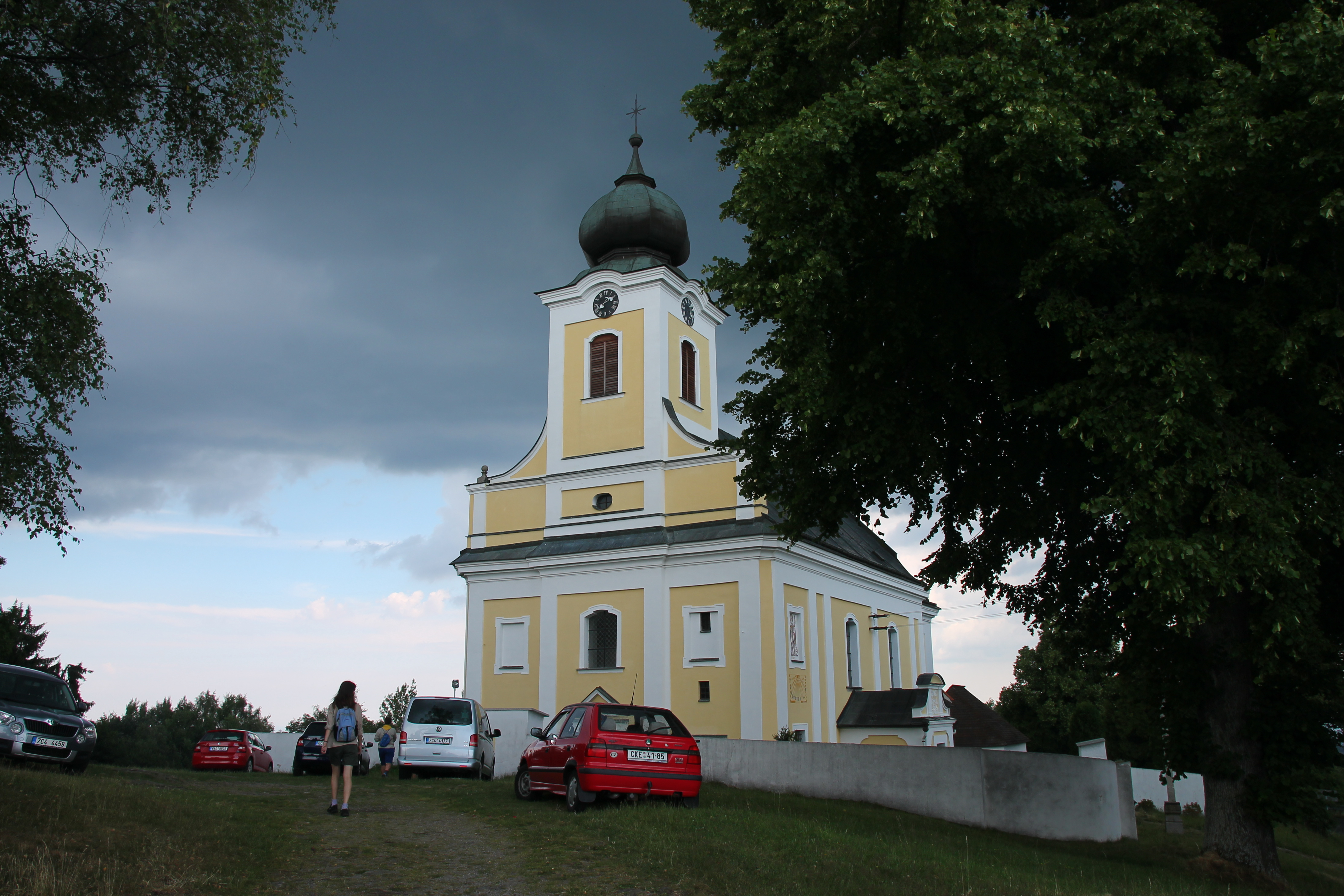
Příjezd ke kostelu
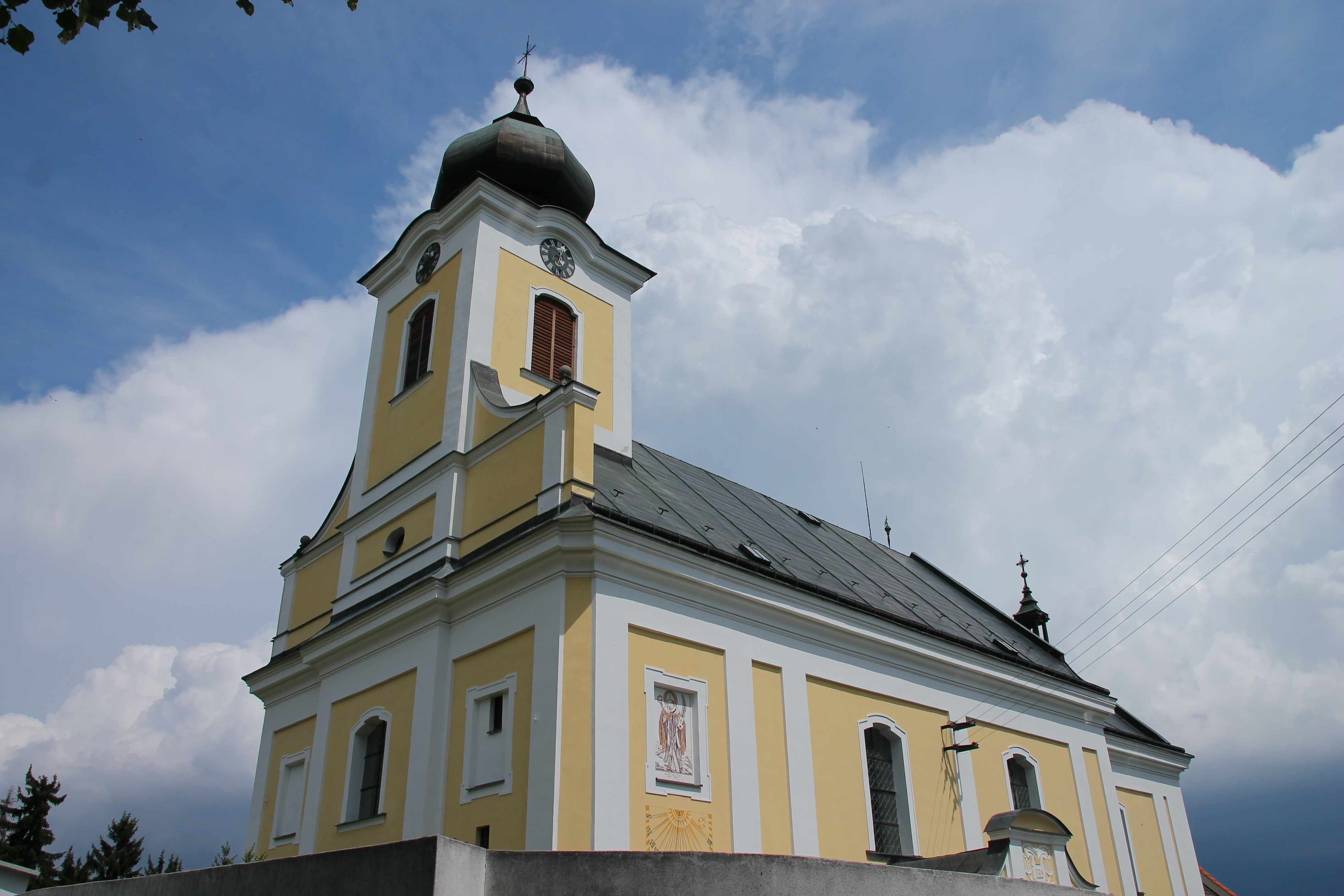
Jižní pohled na kostel
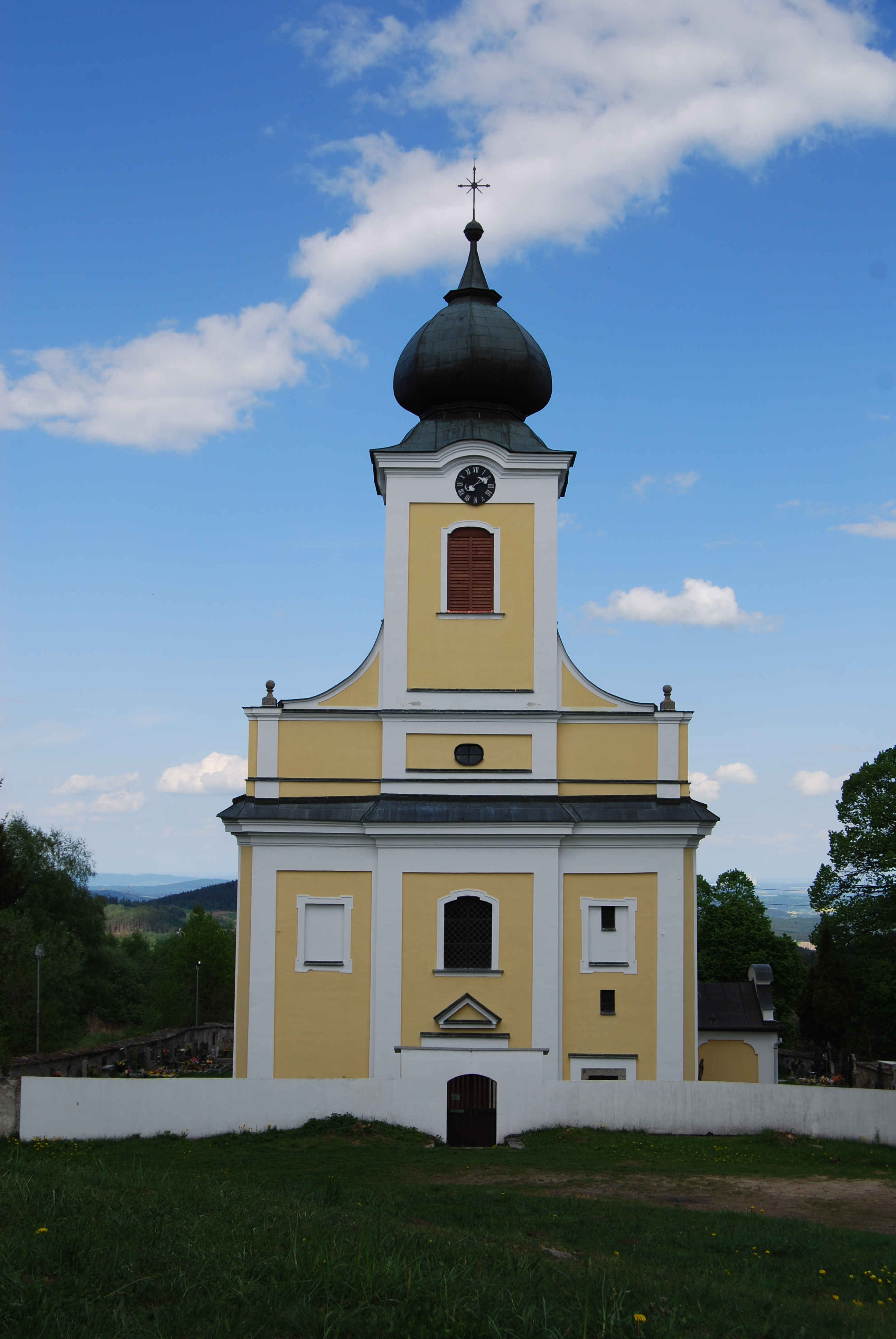
Čelní pohled (ze západu)
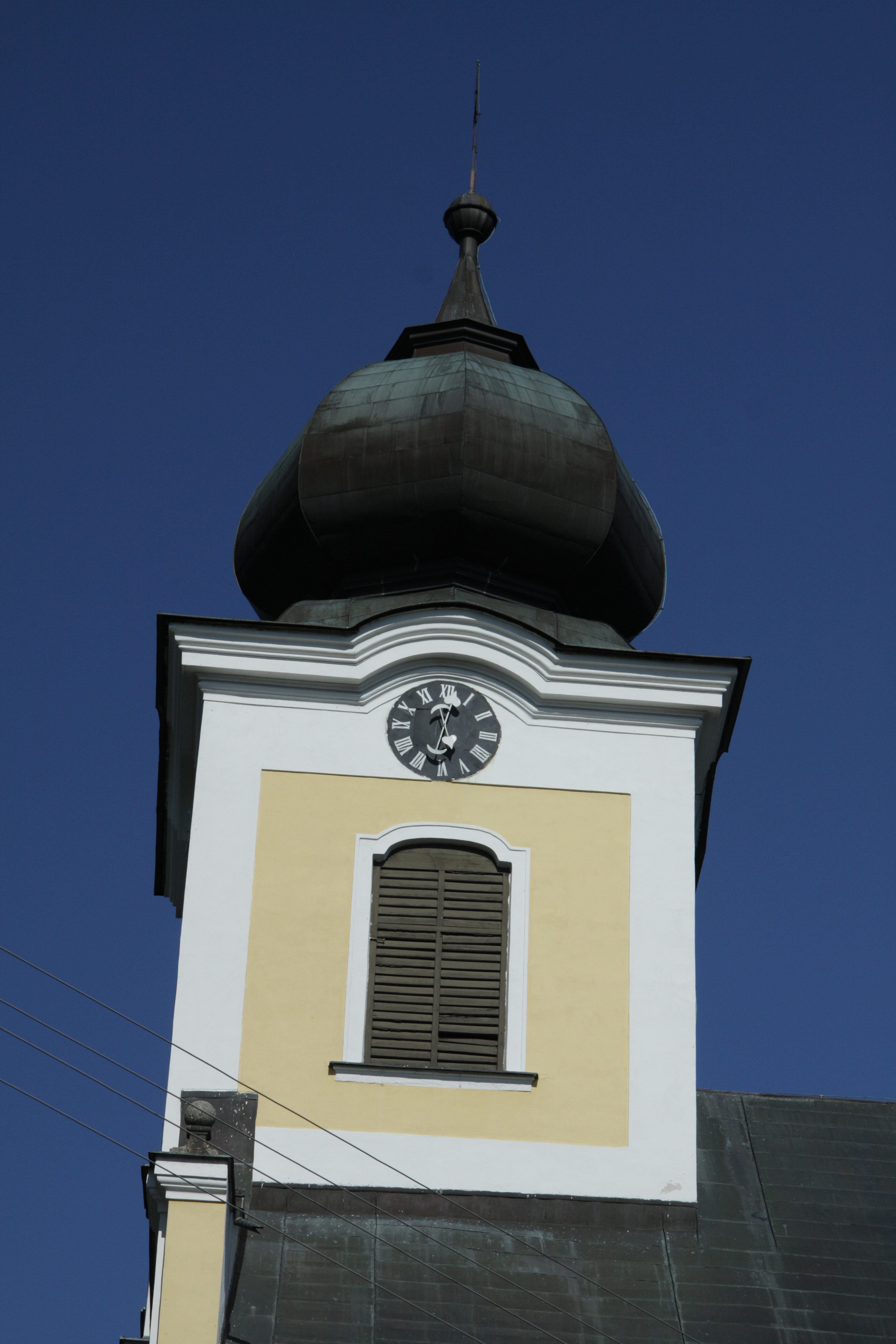
Detail věže
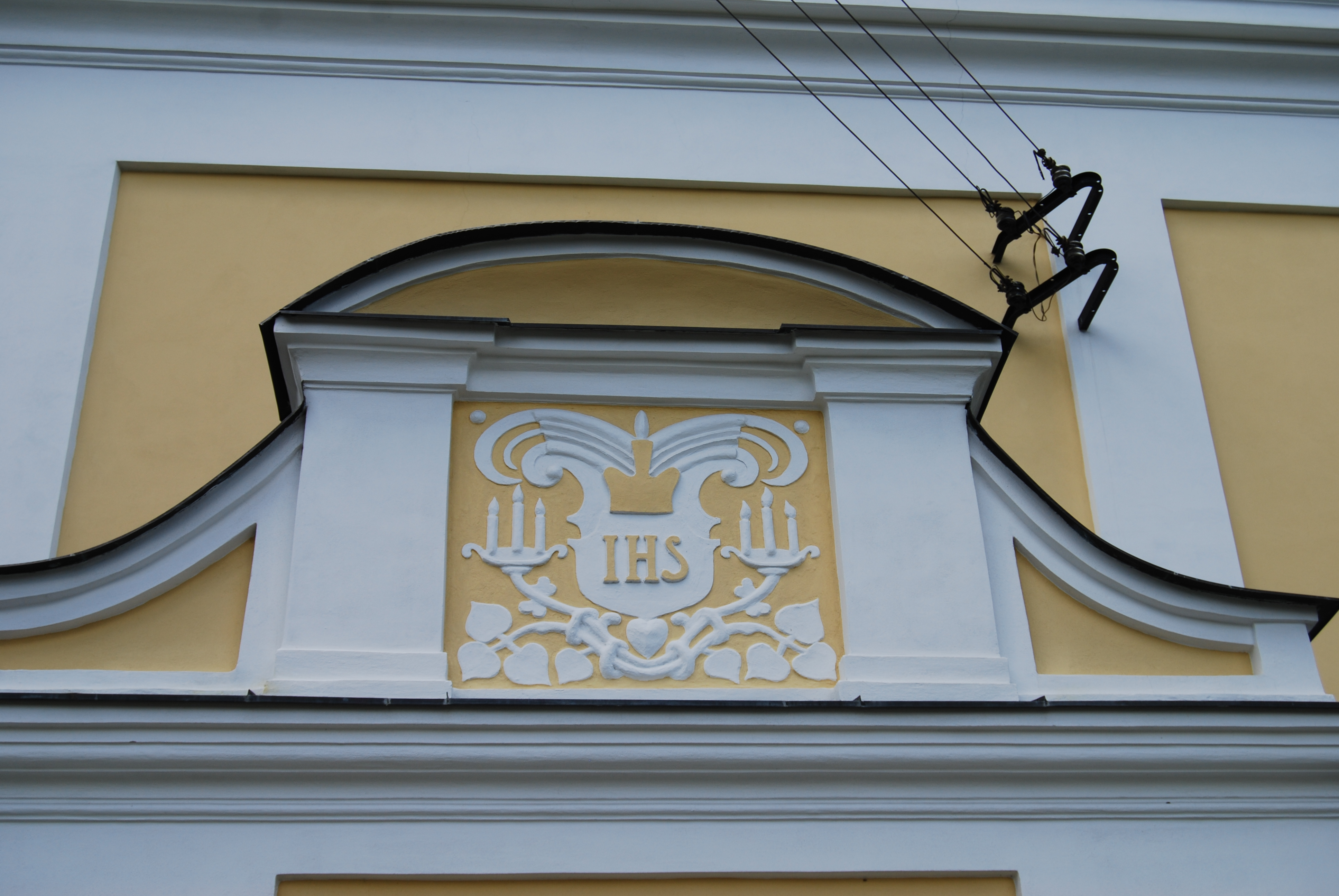
Detail výzdoby
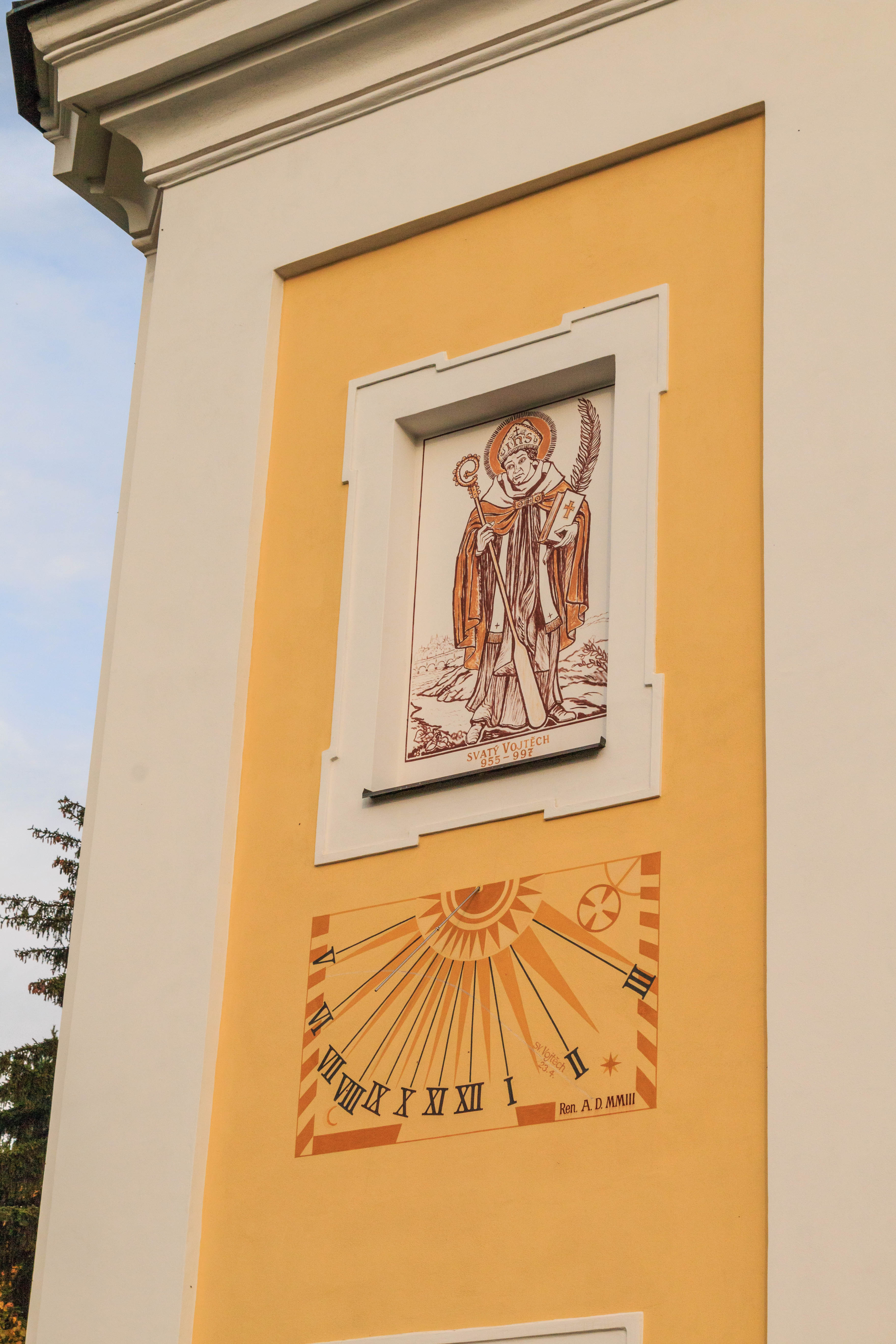
Sluneční hodiny a sv. Vojtěch
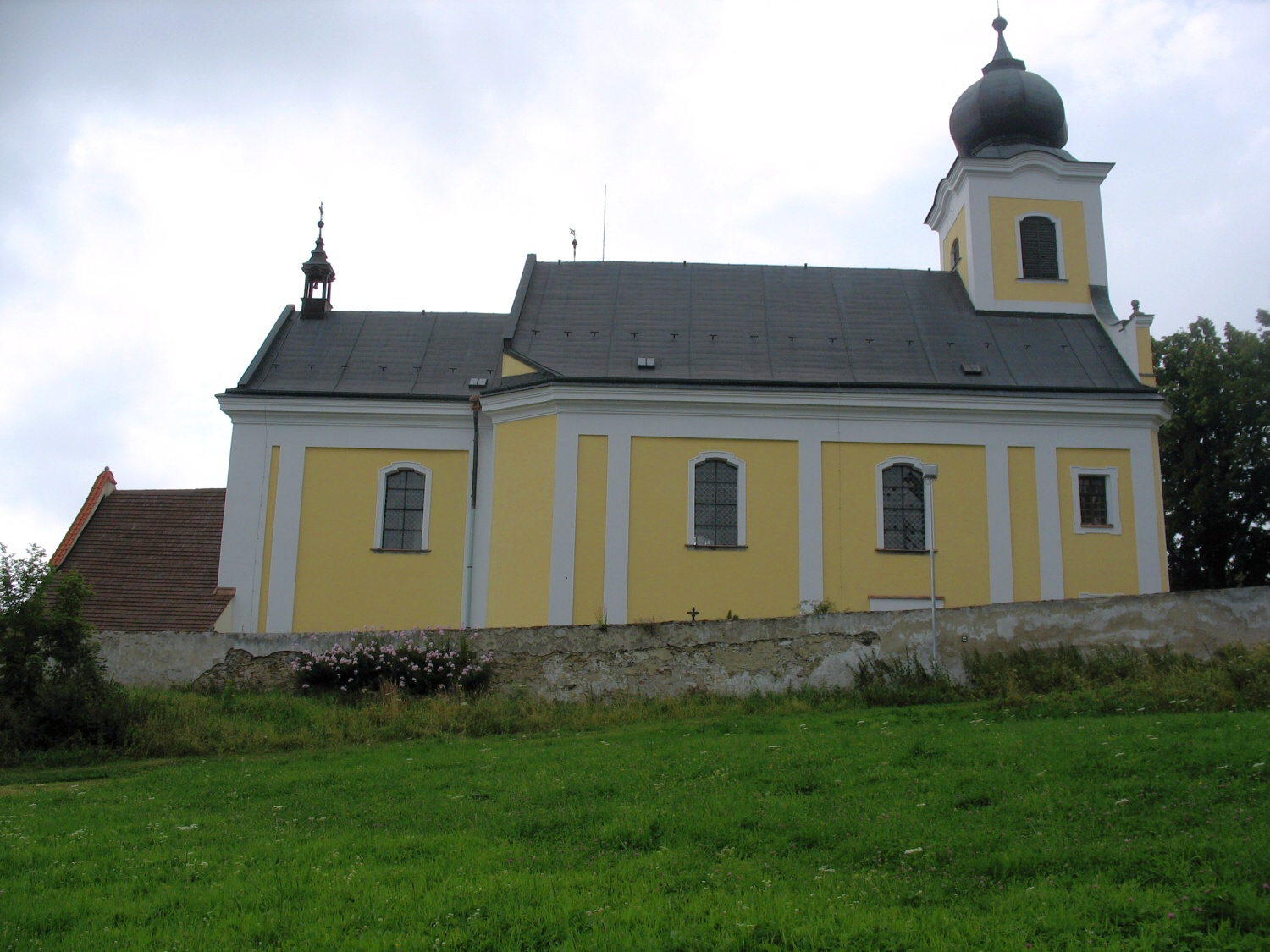
Severní pohled
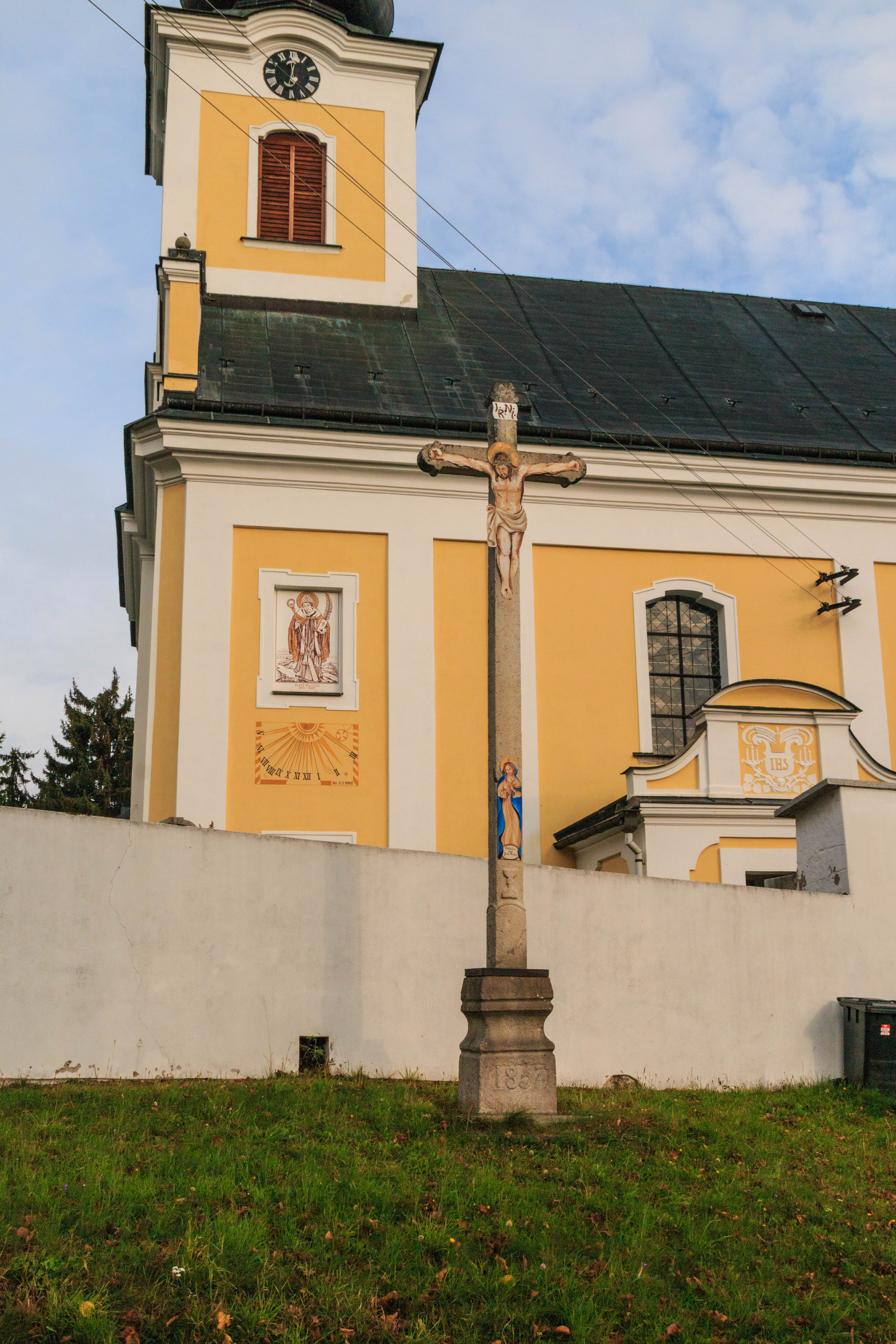
Kříž před kostelem
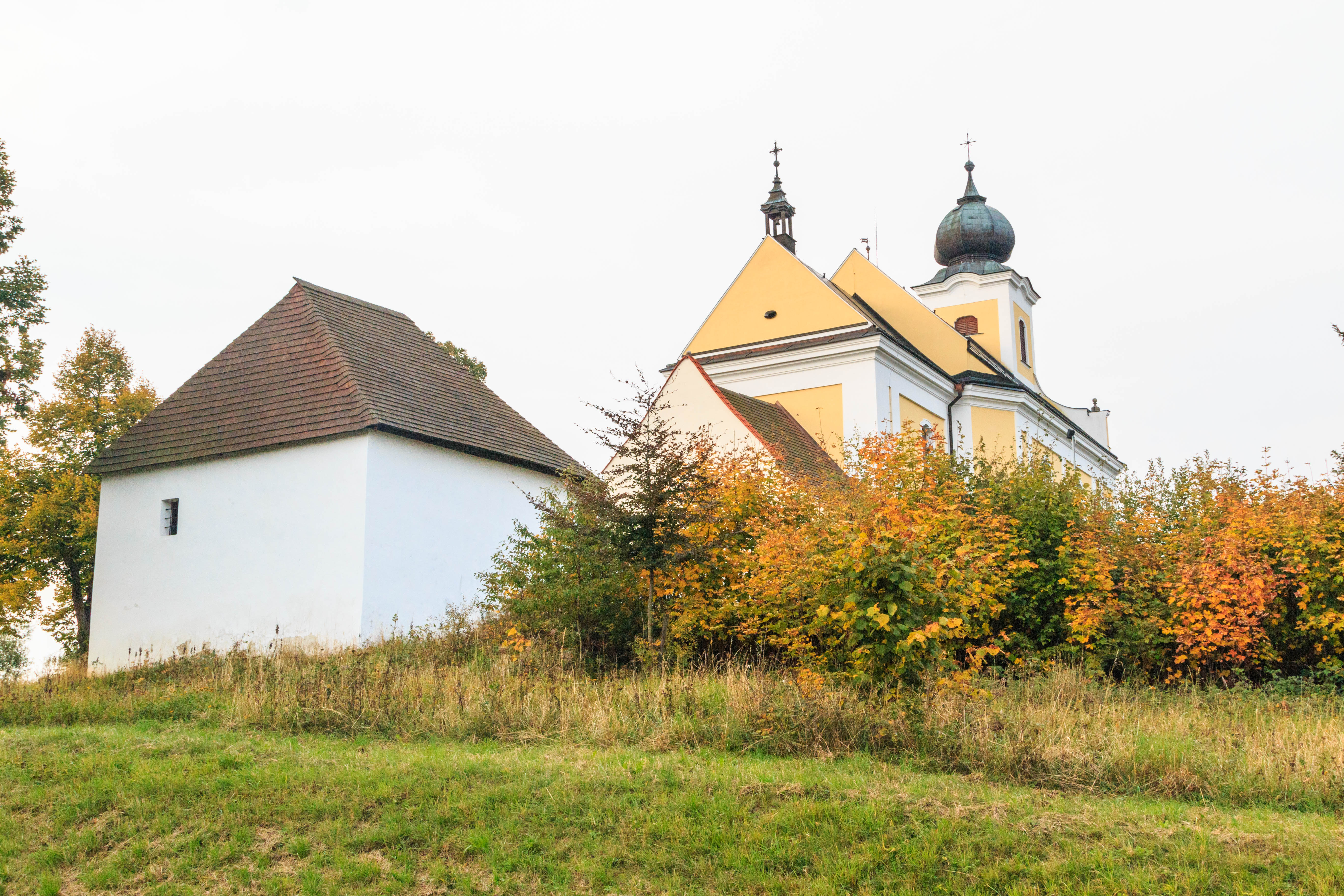
Východní pohled, kaple Panny Marie Klatovské
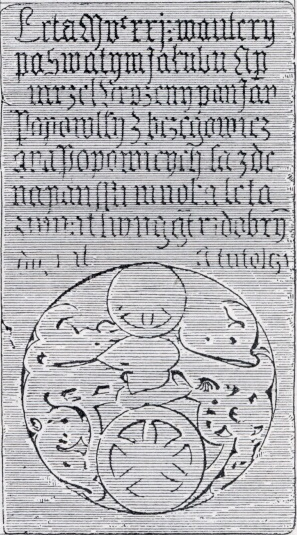
Náhrobek Jana Popovského z Božejovic († 1521)
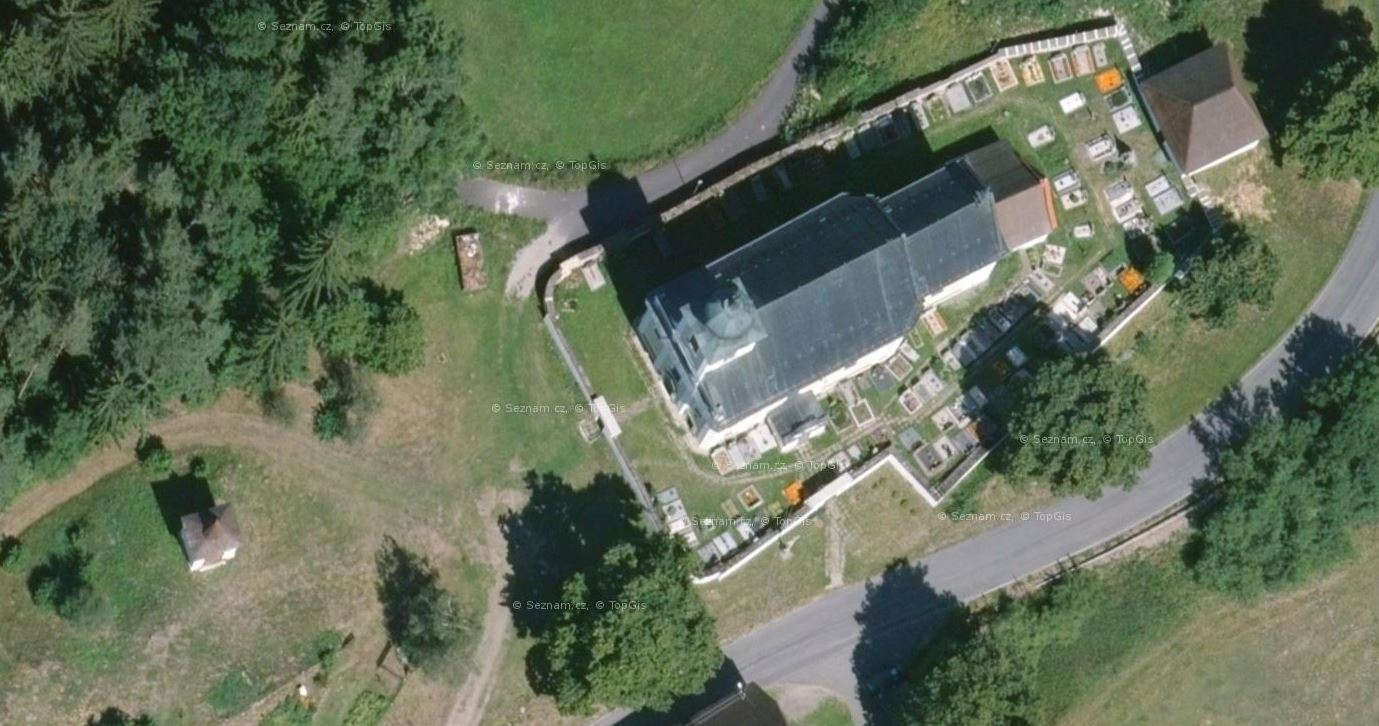
Letecké foto kostela (Mapy.com)